# Grabnik (Varsovie-ouest)
Pour les articles homonymes, voir Grabnik.
Grabnik [ˈɡrabnik] est un village polonais, situé dans la gmina de Kampinos, dans la Powiat de Varsovie-ouest et la voïvodie de Mazovie dans le centre-est de la Pologne.
Il se situe à environ 3 kilomètres au nord-ouest de Kampinos, 28 kilomètres à l'ouest d'Ożarów Mazowiecki et à 41 kilomètres à l'ouest de Varsovie.
Le village a une population de 76 habitants en 2000.